# Meteorite HED

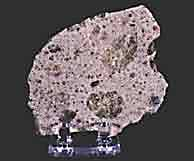
La diogenite Johnstown

Le Meteoriti HED, anche dette Acondriti HED, sono un'associazione di acondriti asteroidali che si pensa abbiano come corpo progenitore l'asteroide Vesta. Sono anche dette Acondriti basaltiche per via della loro origine magmatica e per alcune similitudini con i basalti terrestri.

## Origine
Si ritiene che questo gruppo di meteoriti si siano staccate dall'asteroide 4 Vesta, uno dei più grandi del Sistema Solare e, grazie a queste meteoriti, uno dei più studiati. Attraverso la misura dei rapporti tra gli isotopi radioattivi presenti si è potuto stimare la loro età di cristallizzazione tra 4,43 e 4,55 miliardi di anni.
Si ritiene che il metodo di trasporto dall'asteroide 4 Vesta sia stato il seguente:
1. Meno di 1 miliardo di anni fa un forte impatto ha fatto schizzare via dei frammenti da 4 Vesta, creando piccoli asteroidi di tipo V (diametro inferiore ai 10 km). Alcuni di questi corpi sono andati a formare la famiglia di asteroidi Vesta, mentre altri si sono allontanati ulteriormente.[3] Nell'emisfero sud di 4 Vesta è stato osservato un enorme cratere da impatto compatibile con questo scenario, il cratere Rheasilvia:[4] la quantità di roccia che si stima sia stata espulsa da questo cratere è infatti diverse volte superiore alla massa di tutti gli asteroidi di tipo V.
2. Alcuni di questi asteroidi sono finiti nella Lacuna di Kirkwood 3:1, una regione instabile a causa delle forti perturbazioni gravitazionali di Giove, e nell'arco di un centinaio di milioni di anni vengono nuovamente deviati su altre orbite. Alcuni di questi corpi si inseriscono in orbite in prossimità della Terra formando il piccolo gruppo di asteroidi near-Earth di tipo V, come ad esempio: 3551 Verenia, 3908 Nyx o 4055 Magellan.
3. In seguito, piccoli impatti su questi asteroidi near-Earth hanno staccato piccoli frammenti delle dimensioni di una roccia che entrano infine in collisione con la Terra. In base a misure dell'esposizione ai raggi cosmici si ritiene che la maggior parte delle meteoriti HED si siano originate da diversi distinti eventi d'impatto di questo tipo e siano rimaste a vagare nello spazio prima di colpire la Terra, in una quantità di tempo variabile tra i 6 e i 73 milioni di anni.[5]

## Classificazione e statistiche
Le meteoriti HED rappresentano meno del 2% di tutte le meteoriti recuperate, ma circa il 5% di tutte le meteoriti di cui è stata osservata la caduta. Da sole costituiscono più della metà delle acondriti conosciute.
Si suddividono in tre gruppi principali: howarditi, eucriti, e diogeniti; da qui l'acronimo HED.

### Eucriti
Provenienti da camere magmatiche poco profonde. Rappresentano circa il 55% delle acondriti HED.

### Howarditi
Provenienti dalla crosta dell'asteroide. Rappresentano circa il 21% delle acondriti HED.

### Diogeniti
Provengono dalla crosta inferiore o dal mantello superiore dell'asteroide. Rappresentano circa il 22% delle acondriti HED.

### Diogeniti dunite
Anche dette duniti, provengono dal mantello. Finora solo NWA 2968 è stata classificata in questo gruppo.

### Diogeniti olivina
Rare diogeniti che contengono oltre il 30% in volume di olivina.